# Bernhard Schmid
Bernhard Schmid   (Estrasburg, 1535 - Estrasburg, 1592), també conegut com a Bernhard Schmid el Vell o llatinitzat com a Bernhard Fabricius, fou un organista del Renaixement. Va ser organista de l'església de Sant Tomàs, de la seva ciutat natal, i després, de 1564 a 1592, any en què morí, de la Catedral d'Estrasburg. Deixà una col·lecció en dos volums: Zwei Bücher einer neuen Kunstlichen Tabulatur auf Orgeln und instrumenten (Estrasburg, 1577). El seu fill del mateix nom, el succeí en tots dos càrrecs i publicà: Tabuleturbuch von allerhand auserlesenen schönen Präludiis, Tokkaten, Motetten, Kanzonettet, Madrigalien und Fugen, de 4 a 6 veus (1606).